# Just Whitney
Just Whitney là album phòng thu thứ năm của ca sĩ người Mỹ Whitney Houston, phát hành ngày 27 tháng 11 năm 2002 bởi Arista Records. Đây là album phòng thu đầu tiên của cô sau bốn năm kể từ album trước My Love Is Your Love (1998), và cũng là đĩa nhạc đầu tiên của nữ ca sĩ sau khi tái ký hợp đồng trị giá 100 triệu đô la với Arista vào năm 2001 - hợp đồng thu âm lớn nhất đối với một nghệ sĩ nữ vào thời điểm đó. Khác với phong cách R&B, hip hop và reggae rất thành công trong My Love Is Your Love, Houston trở lại thế mạnh ở những album đầu sự nghiệp trong bản thu âm mới, với những bản R&B ballad nhịp độ trung bình và dance, điều cô cảm thấy đang ít xuất hiện trên sóng phát thanh.
Trong Just Whitney, Houston hợp tác với cộng tác viên lâu năm Kenneth "Babyface" Edmonds và nhiều nhà sản xuất khác như Kevin "She'kspere" Briggs, Missy Elliott, Ted Bishop, Gordon Chambers, Rob Fusari và Troy Taylor. Ngoài ra, người chồng lúc bấy giờ của cô Bobby Brown cũng tham gia đồng sản xuất một bài hát. Sau khi phát hành, album nhận được nhiều phản ứng trái chiều từ các nhà phê bình âm nhạc, và chỉ gặt hái những thành công ít ỏi về mặt thương mại, lọt vào top 40 ở một số quốc gia, bao gồm vươn đến top 20 ở Đức, Ý và Thụy Sĩ. Tại Hoa Kỳ, Just Whitney ra mắt ở vị trí thứ chín trên bảng xếp hạng Billboard 200 với 205,147 bản được tiêu thụ trong tuần đầu, đánh dấu doanh số ra mắt cao nhất của Houston trong kỷ nguyên Nielsen SoundScan tại thời điểm phát hành.
Bốn đĩa đơn đã được phát hành từ Just Whitney, trong đó đĩa đơn đầu tiên "Whatchulookinat" lọt vào top 20 ở một số quốc gia và gây chú ý với nội dung đả kích giới truyền thông vì những sự chú ý tiêu cực nhắm vào cuộc sống của Houston. Những đĩa đơn còn lại "One of Those Days", "Try It on My Own" và "Love That Man" đều không quá thành công, nhưng ba trên tổng số bốn đĩa đơn đã đứng đầu bảng xếp hạng Dance Club Songs của Billboard. Kể từ khi phát hành, Just Whitney bán được hơn 2.5 triệu bản trên toàn thế giới và được chứng nhận đĩa Bạch kim ở Hoa Kỳ và Thụy Sĩ, cũng như đĩa Vàng ở Pháp, Brazil và một số quốc gia khác. Năm 2003, album được đề cử tại giải thưởng Lady of Soul của Soul Train ở hạng mục Album R&B/Soul xuất sắc nhất năm.

## Danh sách bài hát
| STT              | Nhan đề                             | Sáng tác | Sản xuất               | Thời lượng |
| ---------------- | ----------------------------------- | --- | ---------------------- | ---------- |
| 1.               | "One of Those Days"                 | Whitney Houston Kevin Briggs O'Kelly Isley, Jr. Rudolph Isley Ronald Isley Ernie Isley Marvin Isley Chris Jasper Dwight Reynolds Patrice Stewart | She'kspere             | 4:15       |
| 2.               | "Tell Me No"                        | Kenneth Edmonds Kandi Burruss Holly Lamar Annie Roboff                                                                                           | Babyface               | 3:44       |
| 3.               | "Things You Say"                    | Charlie Bereal Kenny Bereal Melissa Elliott Charlene Keys                                                                                        | CKB Missy Elliott      | 4:13       |
| 4.               | "My Love" (hợp tác với Bobby Brown) | Houston Ted Bishop Gordon Chambers Greg Charley                                                                                                  | Chambers Bishop        | 3:28       |
| 5.               | "Love That Man"                     | Houston Edmonds Rob Fusari Calvin Gaines Eritza Laues Bill Lee Balewa Muhammad                                                                   | Babyface Fusari        | 3:27       |
| 6.               | "Try It on My Own"                  | Edmonds Jason Edmonds Carole Bayer Sager Aleese Simmons Nathan Walton                                                                            | Babyface               | 4:40       |
| 7.               | "Dear John Letter"                  | Houston Briggs Dwight Reynolds Patrice Stewart                                                                                                   | She'kspere             | 4:34       |
| 8.               | "Unashamed"                         | Houston Darius Good Luke Paterna Stephanie Salzman Troy Taylor                                                                                   | Taylor The Formula [B] | 3:38       |
| 9.               | "You Light Up My Life"              | Joe Brooks | Babyface Rickey Minor  | 3:42       |
| 10.              | "Whatchulookinat"                   | Houston Tammie Harris Andre Lewis Muhammad Harry Palmer Christopher Stein Deborah Harry Lawrence Parker Jesse West                               | Bobby Brown Muhammad   | 3:33       |
| Tổng thời lượng: | Tổng thời lượng:                    | Tổng thời lượng: | Tổng thời lượng:       | 39:08      |

| Bản quốc tế      | Bản quốc tế                         | Bản quốc tế |
| STT              | Nhan đề                             | Thời lượng  |
| ---------------- | ----------------------------------- | ----------- |
| 1.               | "Whatchulookinat"                   | 3:33        |
| 2.               | "Tell Me No"                        | 3:44        |
| 3.               | "One of Those Days"                 | 4:10        |
| 4.               | "Things You Say"                    | 4:13        |
| 5.               | "My Love" (hợp tác với Bobby Brown) | 3:28        |
| 6.               | "Love That Man"                     | 3:28        |
| 7.               | "On My Own[A]"                      | 4:39        |
| 8.               | "Dear John Letter"                  | 4:34        |
| 9.               | "Unashamed"                         | 3:38        |
| 10.              | "You Light Up My Life"              | 3:42        |
| 11.              | "Whatchulookinat" (P. Diddy Remix)  | 4:08        |
| Tổng thời lượng: | Tổng thời lượng:                    | 43:17       |

| DVD bản giới hạn | DVD bản giới hạn                   | DVD bản giới hạn |
| STT              | Nhan đề                            | Thời lượng       |
| ---------------- | ---------------------------------- | ---------------- |
| 1.               | "Whatchulookinat" (video ca nhạc)  | 4:11             |
| 2.               | "Love to Infinity Megamix" (Video) | 5:15             |
| 3.               | "Whatchulookinat" (Hậu trường)     | 4:52             |
| Tổng thời lượng: | Tổng thời lượng:                   | 14:18            |

Ghi chú
- ^[A]  trong phiên bản quốc tế, "Try It on My Own" mang tên "On My Own".
- ^[B]  nghĩa là đồng sản xuất

## Xếp hạng
| Bảng xếp hạng (2002)                     | Vị trí cao nhất |
| ---------------------------------------- | --------------- |
| Album Úc (ARIA)                          | 114             |
| Album Áo (Ö3 Austria)                    | 33              |
| Album Canada (Nielsen SoundScan)         | 85              |
| Album Canada R&B (Nielsen SoundScan)     | 17              |
| Album Hà Lan (Album Top 100)             | 70              |
| European Top 100 Albums (Music & Media)  | 34              |
| Album Pháp (SNEP)                        | 25              |
| Album Đức (Offizielle Top 100)           | 16              |
| Album Ý (FIMI)                           | 20              |
| Album Nhật Bản (Oricon)                  | 41              |
| Album Ba Lan (ZPAV)                      | 32              |
| Album Thụy Sĩ (Schweizer Hitparade)      | 10              |
| Album Anh Quốc (OCC)                     | 76              |
| Album Anh Quốc R&B (OCC)                 | 21              |
| Album Hoa Kỳ Billboard 200               | 9               |
| Album Hoa Kỳ Top R&B/Hip-Hop (Billboard) | 2               |
| Bảng xếp hạng (2012)                     | Vị trí cao nhất |
| Album Croatia (HDU)                      | 26              |

| Bảng xếp hạng (2002)  | Vị trí cao nhất |
| --------------------- | --------------- |
| Album Hàn Quốc (RIAK) | 3               |

| Bảng xếp hạng (2002)                      | Vị trí cao nhất |
| ----------------------------------------- | --------------- |
| Album Canada R&B (Nielsen SoundScan)      | 141             |
| Bảng xếp hạng (2003)                      | Vị trí cao nhất |
| Hoa Kỳ Billboard 200                      | 101             |
| Hoa Kỳ Top R&B/Hip-Hop Albums (Billboard) | 30              |

## Chứng nhận
| Quốc gia                                                                           | Chứng nhận | Số đơn vị/doanh số chứng nhận |
| ---------------------------------------------------------------------------------- | ---------- | ----------------------------- |
| Brasil (Pro-Música Brasil)                                                         | Vàng       | 50.000*                       |
| Pháp (SNEP)                                                                        | Vàng       | 100.000*                      |
| Nhật Bản (RIAJ)                                                                    | Vàng       | 100.000^                      |
| Hàn Quốc (KMCA)                                                                    | —          | 30,973                        |
| Thụy Sĩ (IFPI)                                                                     | Bạch kim   | 40.000^                       |
| Anh Quốc (BPI)                                                                     | —          | 42,114                        |
| Hoa Kỳ (RIAA)                                                                      | Bạch kim   | 1.000.000^                    |
| Tổng hợp                                                                           |            |                               |
| Toàn cầu                                                                           | —          | 2,500,000                     |
| * Chứng nhận dựa theo doanh số tiêu thụ. ^ Chứng nhận dựa theo doanh số nhập hàng. |            |                               |